# Kvalspelet till världsmästerskapet i fotboll 1986 (Conmebol)
Kvalspelet till världsmästerskapet i fotboll 1986 (CONMEBOL) är de kvalomgångar som avgör vilka fyra sydamerikanska landslag som lyckas kvala in till VM 1986 i Mexiko. Kvalserien bestod av totalt tio lag från Sydamerikanska fotbollsfederationen, och spelades under perioden 3 mars-17 november 1985.
Lagen delades in i tre grupper. Segraren ur varje grupp, samt segraren av kvalspelet blev kvalificerade till VM 1986: Argentina, Brasilien, Uruguay och kvalsegraren Paraguay.

## Gruppspel

### Grupp 1
| Nr | Lag       | S | V | O | F | GM | IM | MS  | P |
| -- | --------- | - | - | - | - | -- | -- | --- | - |
| 1  | Argentina | 6 | 4 | 1 | 1 | 12 | 6  | +6  | 9 |
| 2  | Peru      | 6 | 3 | 2 | 1 | 8  | 4  | +4  | 8 |
| 3  | Colombia  | 6 | 2 | 2 | 2 | 6  | 6  | 0   | 6 |
| 4  | Venezuela | 6 | 0 | 1 | 5 | 5  | 15 | −10 | 1 |

| Hemma \ Borta | Argentina | Colombia | Peru | Venezuela |
| Argentina     | —         | 1–0      | 2–2  | 3–0       |
| Colombia      | 1–3       | —        | 1–0  | 2–0       |
| Peru          | 1–0       | 0–0      | —    | 4–1       |
| Venezuela     | 2–3       | 2–2      | 0–1  | —         |

|  | 26 maj | Colombia   | 1 – 0   | Peru | Estadio El Campín                                      |                                                        |
|  |        | Prince 26′ | Rapport |      | Bogotá Publik: 53 000 Domare: Luis Barrancos (Bolivia) | Bogotá Publik: 53 000 Domare: Luis Barrancos (Bolivia) |
|  |        |            |         |      | Bogotá Publik: 53 000 Domare: Luis Barrancos (Bolivia) | Bogotá Publik: 53 000 Domare: Luis Barrancos (Bolivia) |
|  |        |            |         |      | Bogotá Publik: 53 000 Domare: Luis Barrancos (Bolivia) | Bogotá Publik: 53 000 Domare: Luis Barrancos (Bolivia) |

|  | 26 maj | Venezuela             | 2 – 3   | Argentina                       | Estadio Polideportivo de Pueblo Nuevo                                 |                                                                       |
|  |        | Torres 8′ Marquez 58′ | Rapport | Maradona 2′, 57′ Passarella 42′ | San Cristóbal Publik: 30 000 Domare: Juan Daniel Cardellino (Uruguay) | San Cristóbal Publik: 30 000 Domare: Juan Daniel Cardellino (Uruguay) |
|  |        |                       |         |                                 | San Cristóbal Publik: 30 000 Domare: Juan Daniel Cardellino (Uruguay) | San Cristóbal Publik: 30 000 Domare: Juan Daniel Cardellino (Uruguay) |
|  |        |                       |         |                                 | San Cristóbal Publik: 30 000 Domare: Juan Daniel Cardellino (Uruguay) | San Cristóbal Publik: 30 000 Domare: Juan Daniel Cardellino (Uruguay) |

|  | 2 juni | Colombia   | 1 – 3   | Argentina                        | Estadio El Campín                                              |                                                                |
|  |        | Prince 61′ | Rapport | Pasculli 43′, 68′ Burruchaga 85′ | Bogotá Publik: 58 000 Domare: Arnaldo Cézar Coelho (Brasilien) | Bogotá Publik: 58 000 Domare: Arnaldo Cézar Coelho (Brasilien) |
|  |        |            |         |                                  | Bogotá Publik: 58 000 Domare: Arnaldo Cézar Coelho (Brasilien) | Bogotá Publik: 58 000 Domare: Arnaldo Cézar Coelho (Brasilien) |
|  |        |            |         |                                  | Bogotá Publik: 58 000 Domare: Arnaldo Cézar Coelho (Brasilien) | Bogotá Publik: 58 000 Domare: Arnaldo Cézar Coelho (Brasilien) |

|  | 2 juni | Venezuela | 0 – 1   | Peru      | Estadio Polideportivo de Pueblo Nuevo                               |                                                                     |
|  |        |           | Rapport | Uribe 78′ | San Cristóbal Publik: 19 000 Domare: Jorge Orellana Vimos (Ecuador) | San Cristóbal Publik: 19 000 Domare: Jorge Orellana Vimos (Ecuador) |
|  |        |           |         |           | San Cristóbal Publik: 19 000 Domare: Jorge Orellana Vimos (Ecuador) | San Cristóbal Publik: 19 000 Domare: Jorge Orellana Vimos (Ecuador) |
|  |        |           |         |           | San Cristóbal Publik: 19 000 Domare: Jorge Orellana Vimos (Ecuador) | San Cristóbal Publik: 19 000 Domare: Jorge Orellana Vimos (Ecuador) |

|  | 9 juni | Peru | 0 – 0   | Colombia | Estadio Nacional del Perú                                    |                                                              |
|  |        |      | Rapport |          | Lima Publik: 40 000 Domare: Juan Daniel Cardellino (Uruguay) | Lima Publik: 40 000 Domare: Juan Daniel Cardellino (Uruguay) |
|  |        |      |         |          | Lima Publik: 40 000 Domare: Juan Daniel Cardellino (Uruguay) | Lima Publik: 40 000 Domare: Juan Daniel Cardellino (Uruguay) |
|  |        |      |         |          | Lima Publik: 40 000 Domare: Juan Daniel Cardellino (Uruguay) | Lima Publik: 40 000 Domare: Juan Daniel Cardellino (Uruguay) |

|  | 9 juni | Argentina                          | 3 – 0   | Venezuela | Estadio Monumental                                        |                                                           |
|  |        | Russo 27′ Clausen 88′ Maradona 90′ | Rapport |           | Buenos Aires Publik: 35 000 Domare: Gastón Castro (Chile) | Buenos Aires Publik: 35 000 Domare: Gastón Castro (Chile) |
|  |        |                                    |         |           | Buenos Aires Publik: 35 000 Domare: Gastón Castro (Chile) | Buenos Aires Publik: 35 000 Domare: Gastón Castro (Chile) |
|  |        |                                    |         |           | Buenos Aires Publik: 35 000 Domare: Gastón Castro (Chile) | Buenos Aires Publik: 35 000 Domare: Gastón Castro (Chile) |

|  | 16 juni | Peru                                            | 4 – 1   | Venezuela  | Estadio Nacional del Perú                                    |                                                              |
|  |         | Navarro 15′ Barbadillo 20′ Hirano 80′ Cueto 82′ | Rapport | Febles 29′ | Lima Publik: 10 327 Domare: Luis Carlos Ferreira (Brasilien) | Lima Publik: 10 327 Domare: Luis Carlos Ferreira (Brasilien) |
|  |         |                                                 |         |            | Lima Publik: 10 327 Domare: Luis Carlos Ferreira (Brasilien) | Lima Publik: 10 327 Domare: Luis Carlos Ferreira (Brasilien) |
|  |         |                                                 |         |            | Lima Publik: 10 327 Domare: Luis Carlos Ferreira (Brasilien) | Lima Publik: 10 327 Domare: Luis Carlos Ferreira (Brasilien) |

|  | 16 juni | Argentina   | 1 – 0   | Colombia | Estadio Monumental                                                  |                                                                     |
|  |         | Valdano 25′ | Rapport |          | Buenos Aires Publik: 40 000 Domare: Gabriel González Roa (Paraguay) | Buenos Aires Publik: 40 000 Domare: Gabriel González Roa (Paraguay) |
|  |         |             |         |          | Buenos Aires Publik: 40 000 Domare: Gabriel González Roa (Paraguay) | Buenos Aires Publik: 40 000 Domare: Gabriel González Roa (Paraguay) |
|  |         |             |         |          | Buenos Aires Publik: 40 000 Domare: Gabriel González Roa (Paraguay) | Buenos Aires Publik: 40 000 Domare: Gabriel González Roa (Paraguay) |

|  | 23 juni | Venezuela          | 2 – 2   | Colombia                     | Estadio Polideportivo de Pueblo Nuevo                             |                                                                   |
|  |         | Cadeño 6′ Añor 64′ | Rapport | Ortiz 16′ Herrera 60′ (str.) | San Cristóbal Publik: 30 000 Domare: Ramón Barreto Ruiz (Uruguay) | San Cristóbal Publik: 30 000 Domare: Ramón Barreto Ruiz (Uruguay) |
|  |         |                    |         |                              | San Cristóbal Publik: 30 000 Domare: Ramón Barreto Ruiz (Uruguay) | San Cristóbal Publik: 30 000 Domare: Ramón Barreto Ruiz (Uruguay) |
|  |         |                    |         |                              | San Cristóbal Publik: 30 000 Domare: Ramón Barreto Ruiz (Uruguay) | San Cristóbal Publik: 30 000 Domare: Ramón Barreto Ruiz (Uruguay) |

|  | 23 juni | Peru       | 1 – 0   | Argentina | Estadio Nacional del Perú                             |                                                       |
|  |         | Oblitas 8′ | Rapport |           | Lima Publik: 45 000 Domare: Hernán Silva Arce (Chile) | Lima Publik: 45 000 Domare: Hernán Silva Arce (Chile) |
|  |         |            |         |           | Lima Publik: 45 000 Domare: Hernán Silva Arce (Chile) | Lima Publik: 45 000 Domare: Hernán Silva Arce (Chile) |
|  |         |            |         |           | Lima Publik: 45 000 Domare: Hernán Silva Arce (Chile) | Lima Publik: 45 000 Domare: Hernán Silva Arce (Chile) |

|  | 30 juni | Colombia                       | 2 – 0   | Venezuela | Estadio El Campín                                            |                                                              |
|  |         | Cordoba 15′ Herrera 28′ (str.) | Rapport |           | Bogotá Publik: 35 000 Domare: Victor Vasquez Sanchez (Chile) | Bogotá Publik: 35 000 Domare: Victor Vasquez Sanchez (Chile) |
|  |         |                                |         |           | Bogotá Publik: 35 000 Domare: Victor Vasquez Sanchez (Chile) | Bogotá Publik: 35 000 Domare: Victor Vasquez Sanchez (Chile) |
|  |         |                                |         |           | Bogotá Publik: 35 000 Domare: Victor Vasquez Sanchez (Chile) | Bogotá Publik: 35 000 Domare: Victor Vasquez Sanchez (Chile) |

|  | 30 juni | Argentina                   | 2 – 2   | Peru                         | Estadio Monumental                                                   |                                                                      |
|  |         | Pasculli 12′ Passarella 81′ | Rapport | Velásquez 23′ Barbadillo 39′ | Buenos Aires Publik: 65 457 Domare: Romualdo Arppi Filho (Brasilien) | Buenos Aires Publik: 65 457 Domare: Romualdo Arppi Filho (Brasilien) |
|  |         |                             |         |                              | Buenos Aires Publik: 65 457 Domare: Romualdo Arppi Filho (Brasilien) | Buenos Aires Publik: 65 457 Domare: Romualdo Arppi Filho (Brasilien) |
|  |         |                             |         |                              | Buenos Aires Publik: 65 457 Domare: Romualdo Arppi Filho (Brasilien) | Buenos Aires Publik: 65 457 Domare: Romualdo Arppi Filho (Brasilien) |

### Grupp 2
| Nr | Lag     | S | V | O | F | GM | IM | MS | P |
| -- | ------- | - | - | - | - | -- | -- | -- | - |
| 1  | Uruguay | 4 | 3 | 0 | 1 | 6  | 4  | +2 | 6 |
| 2  | Chile   | 4 | 2 | 1 | 1 | 10 | 5  | +5 | 5 |
| 3  | Ecuador | 4 | 0 | 1 | 3 | 4  | 11 | −7 | 1 |

| Hemma \ Borta | Chile | Ecuador | Uruguay |
| Chile         | —     | 6–2     | 2–0     |
| Ecuador       | 1–1   | —       | 0–2     |
| Uruguay       | 2–1   | 2–1     | —       |

|  | 3 mars | Ecuador       | 1 – 1   | Chile        | Estadio Olímpico Atahualpa                                   |                                                              |
|  |        | Maldonado 43′ | Rapport | Letelier 31′ | Quito Publik: 50 000 Domare: José Roberto Wright (Brasilien) | Quito Publik: 50 000 Domare: José Roberto Wright (Brasilien) |
|  |        |               |         |              | Quito Publik: 50 000 Domare: José Roberto Wright (Brasilien) | Quito Publik: 50 000 Domare: José Roberto Wright (Brasilien) |
|  |        |               |         |              | Quito Publik: 50 000 Domare: José Roberto Wright (Brasilien) | Quito Publik: 50 000 Domare: José Roberto Wright (Brasilien) |

|  | 10 mars | Uruguay                | 2 – 1   | Ecuador  | Estadio Centenario                                          |                                                             |
|  |         | Aguilera 32′ Ramos 90′ | Rapport | Cuvi 54′ | Montevideo Publik: 60 000 Domare: Nunez Edison Pérez (Peru) | Montevideo Publik: 60 000 Domare: Nunez Edison Pérez (Peru) |
|  |         |                        |         |          | Montevideo Publik: 60 000 Domare: Nunez Edison Pérez (Peru) | Montevideo Publik: 60 000 Domare: Nunez Edison Pérez (Peru) |
|  |         |                        |         |          | Montevideo Publik: 60 000 Domare: Nunez Edison Pérez (Peru) | Montevideo Publik: 60 000 Domare: Nunez Edison Pérez (Peru) |

|  | 17 mars | Chile                                                  | 6 – 2   | Ecuador          | Estadio Nacional de                                                        |                                                                            |
|  |         | Puebla 21′ Caszely 29′, 40′ Hisis 34′ Aravena 51′, 89′ | Rapport | Baldeón 23′, 37′ | Santiago de Chile Publik: 75 000 Domare: Orazio Di Rosa Giunta (Venezuela) | Santiago de Chile Publik: 75 000 Domare: Orazio Di Rosa Giunta (Venezuela) |
|  |         |                                                        |         |                  | Santiago de Chile Publik: 75 000 Domare: Orazio Di Rosa Giunta (Venezuela) | Santiago de Chile Publik: 75 000 Domare: Orazio Di Rosa Giunta (Venezuela) |
|  |         |                                                        |         |                  | Santiago de Chile Publik: 75 000 Domare: Orazio Di Rosa Giunta (Venezuela) | Santiago de Chile Publik: 75 000 Domare: Orazio Di Rosa Giunta (Venezuela) |

|  | 24 mars | Chile                 | 2 – 0   | Uruguay | Estadio Nacional de                                                    |                                                                        |
|  |         | Rubio 28′ Aravena 53′ | Rapport |         | Santiago de Chile Publik: 80 000 Domare: Jesús Diaz Palacio (Colombia) | Santiago de Chile Publik: 80 000 Domare: Jesús Diaz Palacio (Colombia) |
|  |         |                       |         |         | Santiago de Chile Publik: 80 000 Domare: Jesús Diaz Palacio (Colombia) | Santiago de Chile Publik: 80 000 Domare: Jesús Diaz Palacio (Colombia) |
|  |         |                       |         |         | Santiago de Chile Publik: 80 000 Domare: Jesús Diaz Palacio (Colombia) | Santiago de Chile Publik: 80 000 Domare: Jesús Diaz Palacio (Colombia) |

|  | 31 mars | Ecuador | 0 – 2   | Uruguay                       | Estadio Olímpico Atahualpa                                  |                                                             |
|  |         |         | Rapport | Saralegui 70′ Francescoli 87′ | Quito Publik: 45 000 Domare: Juan Escobar Veldez (Paraguay) | Quito Publik: 45 000 Domare: Juan Escobar Veldez (Paraguay) |
|  |         |         |         |                               | Quito Publik: 45 000 Domare: Juan Escobar Veldez (Paraguay) | Quito Publik: 45 000 Domare: Juan Escobar Veldez (Paraguay) |
|  |         |         |         |                               | Quito Publik: 45 000 Domare: Juan Escobar Veldez (Paraguay) | Quito Publik: 45 000 Domare: Juan Escobar Veldez (Paraguay) |

|  | 7 april | Uruguay                     | 2 – 1   | Chile              | Estadio Centenario                                            |                                                               |
|  |         | Batista 9′ Ramos 60′ (str.) | Rapport | Aravena 29′ (str.) | Montevideo Publik: 75 000 Domare: Carlos Espósito (Argentina) | Montevideo Publik: 75 000 Domare: Carlos Espósito (Argentina) |
|  |         |                             |         |                    | Montevideo Publik: 75 000 Domare: Carlos Espósito (Argentina) | Montevideo Publik: 75 000 Domare: Carlos Espósito (Argentina) |
|  |         |                             |         |                    | Montevideo Publik: 75 000 Domare: Carlos Espósito (Argentina) | Montevideo Publik: 75 000 Domare: Carlos Espósito (Argentina) |

### Grupp 3
| Nr | Lag       | S | V | O | F | GM | IM | MS | P |
| -- | --------- | - | - | - | - | -- | -- | -- | - |
| 1  | Brasilien | 4 | 2 | 2 | 0 | 6  | 2  | +4 | 6 |
| 2  | Paraguay  | 4 | 1 | 2 | 1 | 5  | 4  | +1 | 4 |
| 3  | Bolivia   | 4 | 0 | 2 | 2 | 2  | 7  | −5 | 2 |

| Hemma \ Borta | Bolivia | Brasilien | Paraguay |
| Bolivia       | —       | 0–2       | 1–1      |
| Brasilien     | 1–1     | —         | 1–1      |
| Paraguay      | 3–0     | 0–2       | —        |

|  | 26 maj | Bolivia  | 1 – 1   | Paraguay  | Estadio Ramón Tahuichi Aguilera                                   |                                                                   |
|  |        | Rojas 9′ | Rapport | Nuñez 82′ | Santa Cruz Publik: 20 000 Domare: Elías Jácome Guerrero (Ecuador) | Santa Cruz Publik: 20 000 Domare: Elías Jácome Guerrero (Ecuador) |
|  |        |          |         |           | Santa Cruz Publik: 20 000 Domare: Elías Jácome Guerrero (Ecuador) | Santa Cruz Publik: 20 000 Domare: Elías Jácome Guerrero (Ecuador) |
|  |        |          |         |           | Santa Cruz Publik: 20 000 Domare: Elías Jácome Guerrero (Ecuador) | Santa Cruz Publik: 20 000 Domare: Elías Jácome Guerrero (Ecuador) |

|  | 2 juni | Bolivia | 0 – 2   | Brasilien                      | Estadio Ramón Tahuichi Aguilera                            |                                                            |
|  |        |         | Rapport | Casagrande 56′ Noro 59′ (sjm.) | Santa Cruz Publik: 24 900 Domare: Jorge Romero (Argentina) | Santa Cruz Publik: 24 900 Domare: Jorge Romero (Argentina) |
|  |        |         |         |                                | Santa Cruz Publik: 24 900 Domare: Jorge Romero (Argentina) | Santa Cruz Publik: 24 900 Domare: Jorge Romero (Argentina) |
|  |        |         |         |                                | Santa Cruz Publik: 24 900 Domare: Jorge Romero (Argentina) | Santa Cruz Publik: 24 900 Domare: Jorge Romero (Argentina) |

|  | 9 juni | Paraguay                           | 3 – 0   | Bolivia | Estadio Defensores del Chaco                                    |                                                                 |
|  |        | Mendoza 17′ Jacquet 34′ Romero 48′ | Rapport |         | Asunción Publik: 40 000 Domare: Gilberto Aristizábal (Colombia) | Asunción Publik: 40 000 Domare: Gilberto Aristizábal (Colombia) |
|  |        |                                    |         |         | Asunción Publik: 40 000 Domare: Gilberto Aristizábal (Colombia) | Asunción Publik: 40 000 Domare: Gilberto Aristizábal (Colombia) |
|  |        |                                    |         |         | Asunción Publik: 40 000 Domare: Gilberto Aristizábal (Colombia) | Asunción Publik: 40 000 Domare: Gilberto Aristizábal (Colombia) |

|  | 16 juni | Paraguay | 0 – 2   | Brasilien               | Estadio Defensores del Chaco                          |                                                       |
|  |         |          | Rapport | Casagrande 26′ Zico 69′ | Asunción Publik: 55 000 Domare: Gastón Castro (Chile) | Asunción Publik: 55 000 Domare: Gastón Castro (Chile) |
|  |         |          |         |                         | Asunción Publik: 55 000 Domare: Gastón Castro (Chile) | Asunción Publik: 55 000 Domare: Gastón Castro (Chile) |
|  |         |          |         |                         | Asunción Publik: 55 000 Domare: Gastón Castro (Chile) | Asunción Publik: 55 000 Domare: Gastón Castro (Chile) |

|  | 23 juni | Brasilien    | 1 – 1   | Paraguay   | Maracanã                                                                  |                                                                           |
|  |         | Sócrates 25′ | Rapport | Romero 40′ | Rio de Janeiro Publik: 139 923 Domare: José Luis Martínez Bazán (Uruguay) | Rio de Janeiro Publik: 139 923 Domare: José Luis Martínez Bazán (Uruguay) |
|  |         |              |         |            | Rio de Janeiro Publik: 139 923 Domare: José Luis Martínez Bazán (Uruguay) | Rio de Janeiro Publik: 139 923 Domare: José Luis Martínez Bazán (Uruguay) |
|  |         |              |         |            | Rio de Janeiro Publik: 139 923 Domare: José Luis Martínez Bazán (Uruguay) | Rio de Janeiro Publik: 139 923 Domare: José Luis Martínez Bazán (Uruguay) |

|  | 30 juni | Brasilien  | 1 – 1   | Bolivia     | Maracanã                                                           |                                                                    |
|  |         | Careca 19′ | Rapport | Sanchez 74′ | Rio de Janeiro Publik: 90 709 Domare: Enrique Labo Revoredo (Peru) | Rio de Janeiro Publik: 90 709 Domare: Enrique Labo Revoredo (Peru) |
|  |         |            |         |             | Rio de Janeiro Publik: 90 709 Domare: Enrique Labo Revoredo (Peru) | Rio de Janeiro Publik: 90 709 Domare: Enrique Labo Revoredo (Peru) |
|  |         |            |         |             | Rio de Janeiro Publik: 90 709 Domare: Enrique Labo Revoredo (Peru) | Rio de Janeiro Publik: 90 709 Domare: Enrique Labo Revoredo (Peru) |

## Kvalspel
Chile, Colombia, Paraguay och Peru hamnade på kvalplacering i gruppspelet. Dessa fyra lag fick spela ett utslagsspel om vem som skulle bli det fjärde sydamerikanska lagen som skulle få delta vid VM 1986. Paraguay besegrade Colombia och Chile i utslagsspelet, och lyckades därmed kvalificera sig till VM 1986.
|  | Första omgången | Första omgången | Första omgången | Första omgången | Första omgången |   |          | Finalomgång | Finalomgång | Finalomgång | Finalomgång | Finalomgång |
|  |                 |                 |                 |                 |                 |   |          |             |             |             |             |             |
|  | Paraguay        | Paraguay        | 3               | 1               | 4               |   |          |             |             |             |             |             |
|  | Colombia        | Colombia        | 0               | 2               | 2               |   |          |             |             |             |             |             |
|  |                 |                 |                 |                 |                 |   | Paraguay | Paraguay    | 3           | 2           | 5           |             |
|  |                 | Chile           | Chile           | 0               | 2               | 2 |          |             |             |             |             |             |
|  | Chile           | Chile           | 4               | 1               | 5               |   |          |             |             |             |             |             |
|  | Peru            | Peru            | 2               | 0               | 2               |   |          |             |             |             |             |             |

### Första omgången
Första mötet
|  | 27 oktober | Paraguay                                | 3 – 0           | Colombia | Estadio Defensores del Chaco                                |                                                             |
|  |            | Hicks 15′ Romero 70′ (str.) Cabanas 79′ | (1 – 0) Rapport |          | Asunción Publik: 40 000 Domare: Carlos Espósito (Argentina) | Asunción Publik: 40 000 Domare: Carlos Espósito (Argentina) |
|  |            |                                         |                 |          | Asunción Publik: 40 000 Domare: Carlos Espósito (Argentina) | Asunción Publik: 40 000 Domare: Carlos Espósito (Argentina) |
|  |            |                                         |                 |          | Asunción Publik: 40 000 Domare: Carlos Espósito (Argentina) | Asunción Publik: 40 000 Domare: Carlos Espósito (Argentina) |

|  | 27 oktober | Chile                                     | 4 – 2           | Peru             | Estadio Nacional de                                                         |                                                                             |
|  |            | Aravena 6′, 64′ (str.) Rubio 8′ Hisis 15′ | (3 – 1) Rapport | Navarro 45′, 76′ | Santiago de Chile Publik: 40 340 Domare: José Luis Martínez Bazán (Uruguay) | Santiago de Chile Publik: 40 340 Domare: José Luis Martínez Bazán (Uruguay) |
|  |            |                                           |                 |                  | Santiago de Chile Publik: 40 340 Domare: José Luis Martínez Bazán (Uruguay) | Santiago de Chile Publik: 40 340 Domare: José Luis Martínez Bazán (Uruguay) |
|  |            |                                           |                 |                  | Santiago de Chile Publik: 40 340 Domare: José Luis Martínez Bazán (Uruguay) | Santiago de Chile Publik: 40 340 Domare: José Luis Martínez Bazán (Uruguay) |

Andra mötet
|  | 3 november | Colombia             | 2 – 1           | Paraguay     | Pascual Guerrero                                           |                                                            |
|  |            | Angulo 66′ Ortiz 88′ | (0 – 0) Rapport | Ferreira 57′ | Cali Publik: 6 000 Domare: José Roberto Wright (Brasilien) | Cali Publik: 6 000 Domare: José Roberto Wright (Brasilien) |
|  |            |                      |                 |              | Cali Publik: 6 000 Domare: José Roberto Wright (Brasilien) | Cali Publik: 6 000 Domare: José Roberto Wright (Brasilien) |
|  |            |                      |                 |              | Cali Publik: 6 000 Domare: José Roberto Wright (Brasilien) | Cali Publik: 6 000 Domare: José Roberto Wright (Brasilien) |

|  | 3 november | Peru | 0 – 1           | Chile       | Estadio Nacional del Perú                                    |                                                              |
|  |            |      | (0 – 0) Rapport | Aravena 64′ | Lima Publik: 42 244 Domare: Arnaldo Cézar Coelho (Brasilien) | Lima Publik: 42 244 Domare: Arnaldo Cézar Coelho (Brasilien) |
|  |            |      |                 |             | Lima Publik: 42 244 Domare: Arnaldo Cézar Coelho (Brasilien) | Lima Publik: 42 244 Domare: Arnaldo Cézar Coelho (Brasilien) |
|  |            |      |                 |             | Lima Publik: 42 244 Domare: Arnaldo Cézar Coelho (Brasilien) | Lima Publik: 42 244 Domare: Arnaldo Cézar Coelho (Brasilien) |

### Finalomgång
Första mötet
|  | 10 november | Paraguay                                  | 3 – 0           | Chile | Estadio Defensores del Chaco                                     |                                                                  |
|  |             | Cabañas 9′ Delgado 46′ Garrido 85′ (sjm.) | (1 – 0) Rapport |       | Asunción Publik: 60 000 Domare: Arnaldo Cézar Coelho (Brasilien) | Asunción Publik: 60 000 Domare: Arnaldo Cézar Coelho (Brasilien) |
|  |             |                                           |                 |       | Asunción Publik: 60 000 Domare: Arnaldo Cézar Coelho (Brasilien) | Asunción Publik: 60 000 Domare: Arnaldo Cézar Coelho (Brasilien) |
|  |             |                                           |                 |       | Asunción Publik: 60 000 Domare: Arnaldo Cézar Coelho (Brasilien) | Asunción Publik: 60 000 Domare: Arnaldo Cézar Coelho (Brasilien) |

Andra mötet
|  | 17 november | Chile               | 2 – 2           | Paraguay                 | Estadio Nacional de                                                       |                                                                           |
|  |             | Rubio 13′ Muñoz 80′ | (1 – 2) Rapport | Schettina 22′ Romero 39′ | Santiago de Chile Publik: 62 000 Domare: Juan Daniel Cardellino (Uruguay) | Santiago de Chile Publik: 62 000 Domare: Juan Daniel Cardellino (Uruguay) |
|  |             |                     |                 |                          | Santiago de Chile Publik: 62 000 Domare: Juan Daniel Cardellino (Uruguay) | Santiago de Chile Publik: 62 000 Domare: Juan Daniel Cardellino (Uruguay) |
|  |             |                     |                 |                          | Santiago de Chile Publik: 62 000 Domare: Juan Daniel Cardellino (Uruguay) | Santiago de Chile Publik: 62 000 Domare: Juan Daniel Cardellino (Uruguay) |